# Pod Juráškou
Pod Juráškou je přírodní památka severozápadně od obce Horní Bečva v okrese Vsetín. Oblast spravuje AOPK ČR Správa CHKO Beskydy.

## Předmět ochrany
Důvodem ochrany je slatinná louka s výskytem rosnatky okrouhlolisté (Drosera rotundifolia).